# هيرويوكي ايماي
هيرويوكي ايماي (باليابانية: 今井博幸) هو متزحلق ياباني، ولد في 12 مارس 1970.

## وصلات خارجية
- هيرويوكي ايماي على موقع الاتحاد الدولي للتزلج (التزلج الريفي) (الإنجليزية)
- هيرويوكي ايماي على موقع أوليمبيديا (الإنجليزية)